# الزیرا، والنسیا
الزیرا، والنسیا (به اسپانیایی: Alzira, Valencia) یک پایتخت در اسپانیا است که در Ribera Alta واقع شده‌است.

## خصوصیات
الزیرا ۱۱۰٫۴ کیلومترمربع مساحت و ۴۴٬۹۸۲ نفر جمعیت دارد و ۱۴ متر بالاتر از سطح دریا واقع شده‌است.